# Nagy Sándor (tanító)
Nagy Sándor (Mezőkaszony, 1860. március 18. – Sajókaza, 1903. december 4.) református tanító.

## Élete
Nagy István iparos és Szabó Flóra fia. Négyéves korában apja meghalt és neveltetése anyja gondjaira maradt. 1872-ben Sárospatakra ment, ahol nélkülözések és küzdelmek között a gimnázium három alsó osztályát kitűnően elvégezte, majd kiment segédtanítónak Gecse István tanító mellé. 1878-ban a sárospataki állami tanítóképző növendéke lett és mind a három osztályt jelesen végezte. 1881-ben Sajókazára ment és azon évben letette a tanító-képesítést. Tanító-egyleti alelnök, majd főjegyző volt; később a szendrői járáskör elnöke. 1891-ben a sárospataki irodalmi kör Abc-pályázatát megnyerte és a nevezett kör tagjai közé választották; a kör bíráló tagja volt és több népiskolai tankönyv birálatával megbízták.

## Munkája
- Magyar ABC- és Olvasókönyv az elemi iskolák I. osztálya számára. Sárospatak, 1891. (Ism. Prot. Egyh. és Isk. Lap 43. sz.).